# Astronidium floribundum
Astronidium floribundum es una especie de planta de flores perteneciente a la familia  Melastomataceae. Es endémica de Fiyi. Es un pequeño árbol del que se conoce solamente el espécimen tipo recogido en 1927 en las laderas del monte Korombamba en Viti Levu.

## Fuente
- World Conservation Monitoring Centre 1998.  Astronidium floribundum. 2006 IUCN Red List of Threatened Species. Bajado el 20-08-07.